# Josef Leonhard Schmid

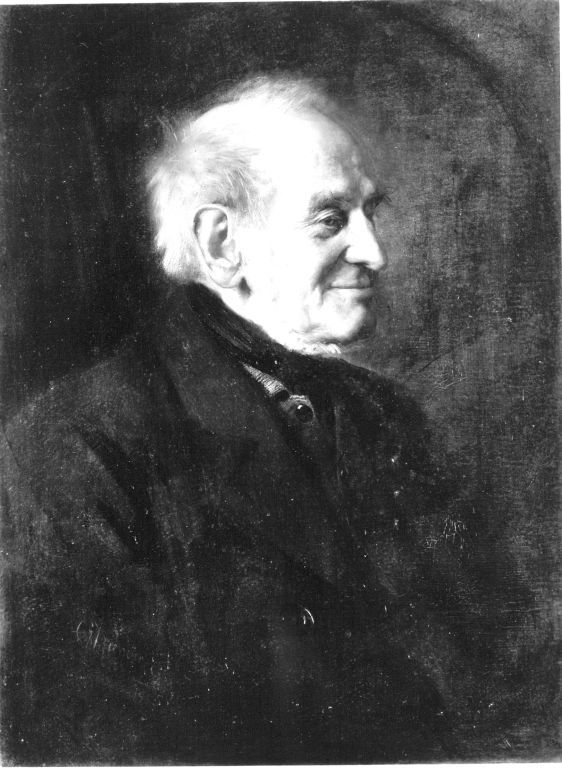
Papa Schmid, 1905, Schwarzweiß-Wiedergabe eines Gemäldes von Gustav Rienäcker, Bayerische Staatsgemäldesammlungen

Josef Leonhard Schmid, genannt Papa Schmid (* 29. Januar 1822 in Amberg; † 31. Dezember 1912 in München), war ein deutscher Puppenspieler und Theaterleiter.

## Leben

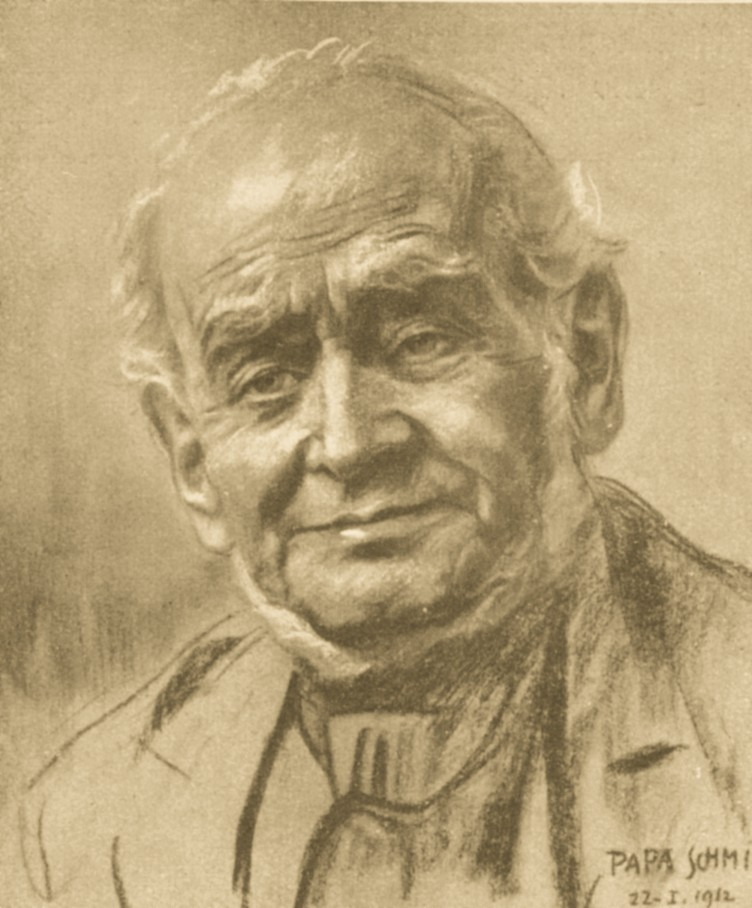
Papa Schmid, Zeichnung von Franz Ondrusek (1861–1932)

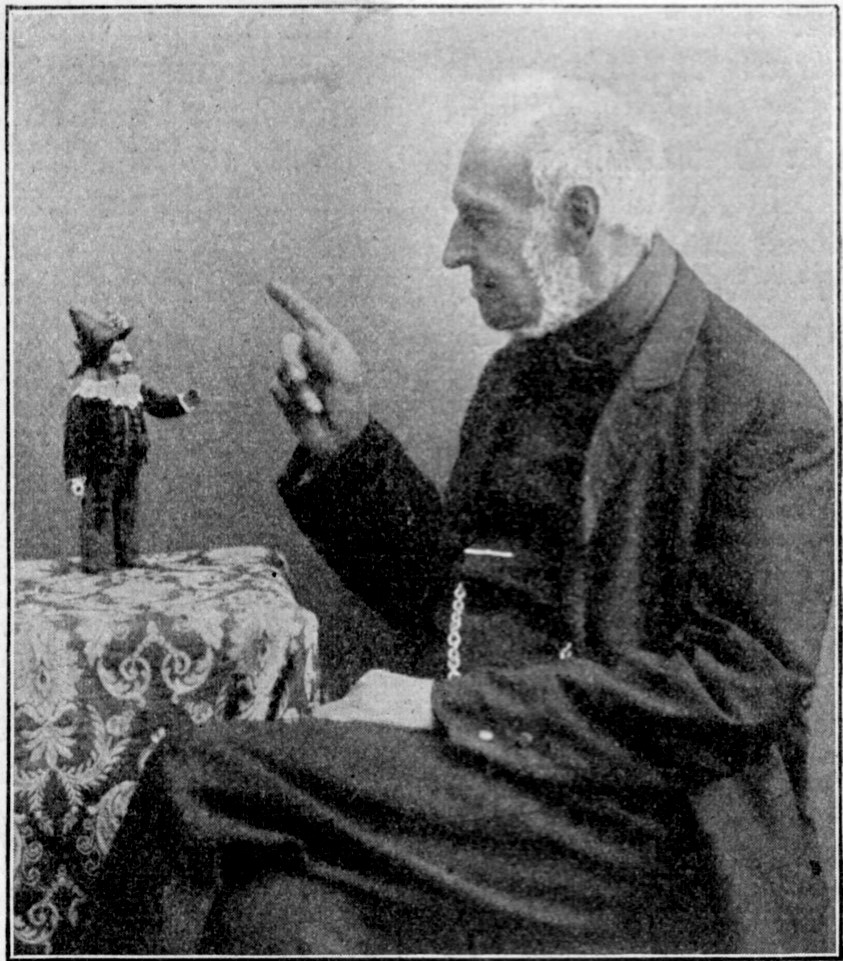
Josef Schmid ca. 1900

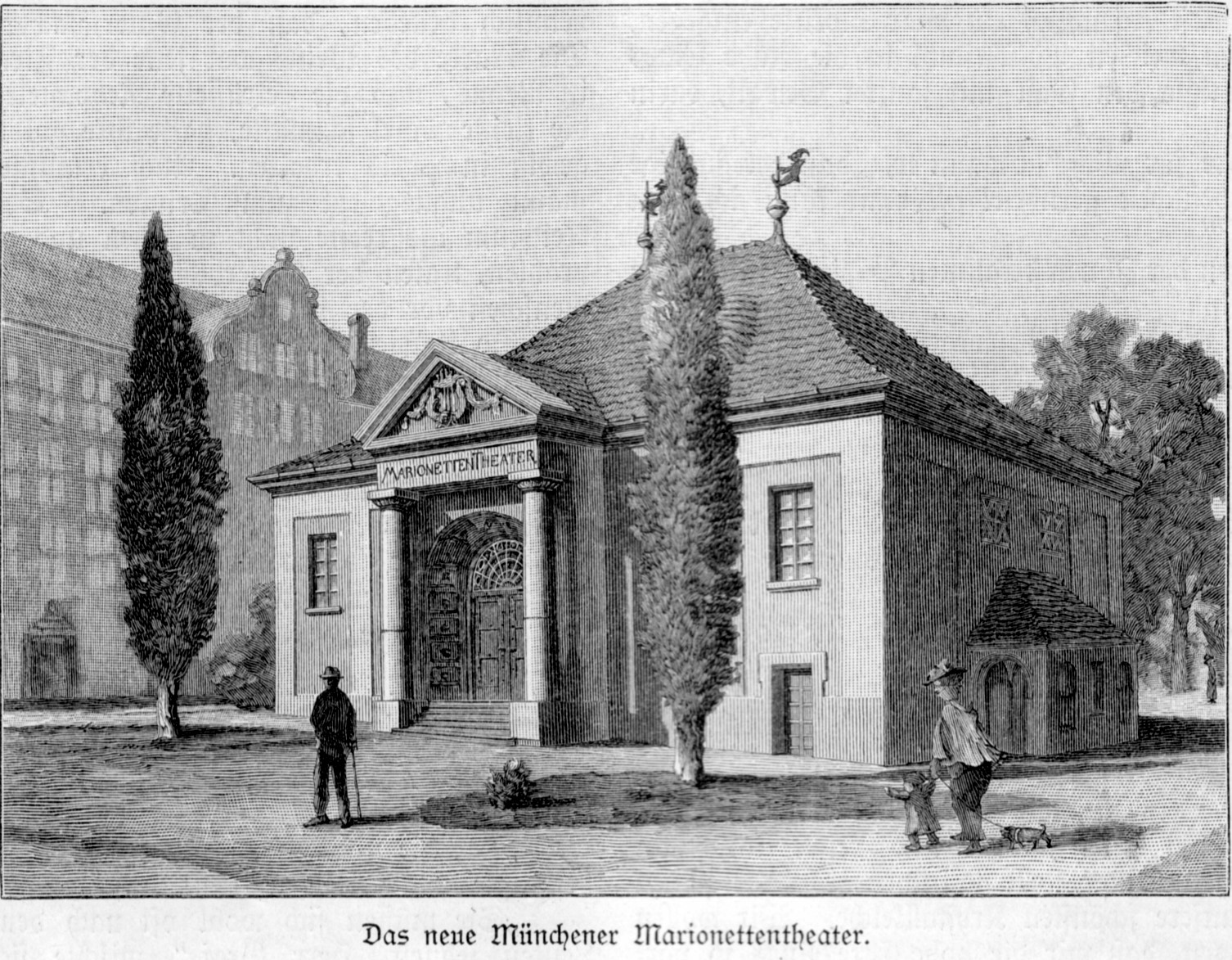
Marionettentheater in München 1900

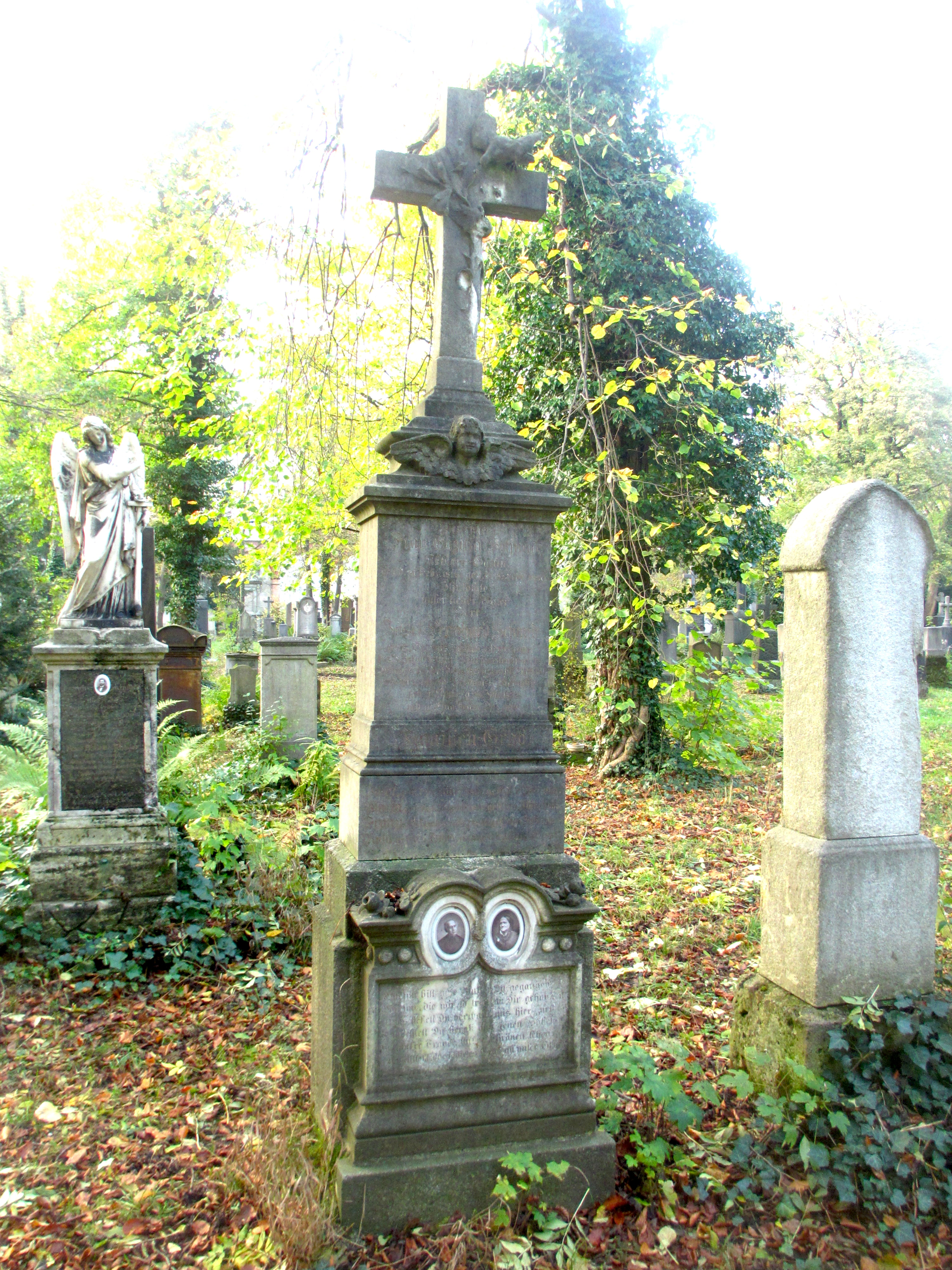
Grab von Josef Schmid auf dem Alten Südlichen Friedhof in München

Josef Schmid begann mit 12 Jahren in Amberg eine Ausbildung zum Buchbinder und schloss sie 1837 ab. Wegen einer Lungenkrankheit konnte er aber den Beruf nicht ausüben. Nach Genesung von seiner Krankheit ging er auf Wanderschaft und gelangte nach München. Zuerst verrichtete er dort als Tagelöhner niedere Bürotätigkeit. Bis zu seiner Pensionierung 1887 hatte er sich eine Stelle als Versicherungsangestellter erarbeitet. Zur Aufbesserung des Familienunterhaltes betätigte er sich in der Freizeit mit der Darbietung von Krippenszenen und Kasperlspielen in seiner Wohnung.
Angeregt durch das Vorbild eines Vetters in Amberg, der als Nebenerwerb ein Marionettentheater betrieb, beantragte Schmid am 10. September 1858 bei der Schulkommission München die Erlaubnis zur Eröffnung einer öffentlich für Kinder spielenden Marionettenbühne. Diese für die damaligen Theaterverhältnisse nahezu unbekannte Unterscheidung zwischen erwachsenem und kindlichem Publikum weckte das Misstrauen der Behörde; die Angelegenheit wurde an die Polizeidirektion, zuletzt an das Staatsministerium des Inneren überwiesen, da man hinter dem von Schmid scheinbar postulierten sozialen Gleichheitsanspruch des Kindes politische Motive und das Aufleben klassenübergreifender Unruheherde vermutete.
Erst durch die Vermittlung des Hofbeamten Franz von Pocci (1807–76) erhielt Schmid am 15. November 1858 die Spielerlaubnis für ein nicht auf Kinder beschränktes, sondern jedermann zugängliches Münchner Marionettentheater, das am 5. Dezember 1858 mit dem von Pocci verfassten Stück „Prinz Rosenrot und Prinzessin Lilienweiß oder Die bezauberte Lilie“ eröffnet wurde. Nach Poccis Tod verfügte Schmid als alleiniger Rechteinhaber über 53 für das „Münchner Marionetten-Theater“ geschriebene Kasperlkomödien, Ritterstücke, Märchenspiele, Prologe und Intermezzi. Stückvorlagen von weiteren Autoren bereicherten den Spielplan, der sich auch trivialen Stoffen nicht verschloss. Schmid wusste seinen Hausautor gewiss zu schätzen, blieb letztendlich aber als „Papa Schmid“ in einem naiven, durch Religion und kleinbürgerliche Sittsamkeit geprägten Kunstverständnis befangen.
Schmid brachte das gesamte historische Spektrum von Darstellungsformen des traditionellen Puppenspiels wie Handpuppen- und Schattentheater, Varieté- und Verwandlungsfiguren, Theatrum mundi und mechanisches Theater sowie Projektionskünste zur Anwendung; sein Theater war so erfolgreich, dass die ursprüngliche Spielstätte in der Prannergasse bald zugunsten eines größeren Lokals aufgegeben wurde. Schmid, der beinahe bis zuletzt selbst den Kasperl sprach, konnte zahlreiche Münchner Künstler, unter ihnen Simon Quaglio und den Hoftheatermaler Johann Mettenleiter, zur Mitwirkung gewinnen; die Orientierung an der miniaturisierten Nachahmung historisch-realistischer Ausstattungen mutete indes bereits zum Zeitpunkt seines Todes künstlerisch museal an.
Mit der Aufführung der Kasperlkomödien Poccis, die der „Lustigen Figur“ einen ironisch-phantastischen und bei aller zeitgebundenen Perspektive universal-humanen Charakter verliehen, erfüllte das „Münchner Marionetten-Theater“ jedoch eine Katalysatorfunktion: Die nachfolgende Generation von Puppenspielern, die Schmids Spielauffassung ästhetisch überwand, konnte auf einer soliden literarischen Überlieferung aufbauen, die inzwischen zum klassischen Repertoire zählt. Die Stadt München errichtete 1900 dem Theater ein festes Haus des Architekten Theodor Fischer, das bis heute bespielt wird.
Anno 1911, ein Jahr vor seinem Tod, regelte Papa Schmid die Nachfolge für sein Haus. Nachdem die Stadt zuvor ein von seinem Mitarbeiter Adolf Lentner ausgefertigtes Gesuch vom 15. Januar 1908 abgelehnt hatte, das Inventar für 20.000 Mark zu kaufen, setzte er seine Tochter Babette Klinger-Schmid (1859–1930) als Erbin ein (wobei diese, mündlichen Überlieferungen zufolge, das Theater mit Bargeld bei ihm abgelöst haben soll). Noch fast 20 Jahre lang, bis zu ihrem Tod 1930, führte Babette Klinger-Schmid das Theater im Stil ihres Vaters weiter, wenn auch mit geringerem Erfolg.

## Grabstätte
Die Grabstätte von Josef Schmid und seiner Frau befindet sich auf dem Alten Südlichen Friedhof in München (Gräberfeld 33, Reihe 3, Platz 15, Standort). Das von seiner Tochter Babette und ihrem Mann Franz Xaver Klinger liegt in der Reihe dahinter.

## Ehrungen
Ihm zu Ehren ist in seiner Geburtsstadt Amberg die Josef-Schmid-Straße und in München die Papa-Schmid-Straße benannt. Im Stadtmuseum Amberg ist ihm ein Bereich in der Dauerausstellung gewidmet. Am Münchner Marionettentheater in der Blumenstraße 32 ist ein Bronzemedaillon mit Büste, angefertigt 1900 von Theodor Fischer, angebracht.